# Gahnia pauciflora
Gahnia pauciflora is een soort uit de cypergrassenfamilie (Cyperaceae). De soort is inheems in Nieuw-Zeeland, waar hij zowel op het Noordereiland als op het Zuidereiland voorkomt. De soort is een waardplant en voedselplant voor de zeldzame vlindersoort Dodonidia helmsii.